# Andy Haldane
Andrew G. "Andy" Haldane (18 de agosto de 1967) es el Economista Jefe y el director Ejecutivo de Análisis Monetario y Estadísticas del Banco de Inglaterra. En 2014 fue nombrado por la revista Time como una de las 100 personas más influyentes del mundo.

## La educación
Haldane asistió a la Guiseley School en Leeds. Se licenció en Economía por la Universidad de Sheffield, en 1988, y obtuvo su MA en Economía por la Universidad de Warwick en 1989.

## Carrera
Haldane se unió al Banco de Inglaterra en 1989. Trabajó en el campo del análisis monetario, sobre diferentes cuestiones relativas a la estrategia de política monetaria, inflación, y la independencia del banco central. Trabajo en el FMI en comisión de servicio. Haldane tiene experiencia senior en el Banco de Inglaterra como jefe de la División de Finanzas Internacionales y la de Infraestructuras de Mercado. En 2005, Haldane asumió la responsabilidad de la División de Evaluación del Riesgo Sistémico en el departamento de Estabilidad Financiera. En 2009 se convirtió en el director Ejecutivo de la Estabilidad Financiera del Banco de Inglaterra.
Haldane ha sido ampliamente citado como la principal figura y experto en Estabilidad Financiera del Banco de Inglaterra y es coautor con Adair Turner y otros del informe London School of Economics del Futuro de las Finanzas. Su discurso de 2012, llamado The dog and the frisbee (El perro y el frisbee) —dado en la reunión anual del Banco de la Reserva Federal de Kansas City en Jackson Hole, Wyoming— recibió una gran atención en los medios de comunicación financieros y a raíz de esto Forbes lo describió como un «banquero central estrella». En el discurso, Haldane se basó en economía conductual para argumentar que los complejos sistemas financieros no pueden controlarse mediante un marco regulatorio complejo.
En octubre de 2012 Haldane dijo que los manifestantes del movimiento Occupoy habían hecho bien al criticar el sector financiero y habían conseguido que banqueros y los políticos «se comportaran de forma más moral».
Entrevistado en el programa de radio de la BBC The World at One, a raíz del Autumn Statement del Canciller de 2012, Haldane dijo que el efecto financiero de la crisis bancaria, es decir, la pérdida de ingresos y aumento de pérdidas fue tan grave como una guerra mundial. Temía que el coste iba a recaer en la próxima generación o incluso la generación posterior. Justificó el malestar público ya que los bancos habían hecho préstamos que nunca podrían ser devueltos, y estos préstamos fueron vendidos en todo el mundo dando pie a la crisis de las hipotecas subprime. Los bancos tenían todavía activos de riesgo no declarados. Mientras tanto, decía que el sueldo de los banqueros, que en 1980 era comparable con la de un médico o un abogado, había aumentado en 2006 a cuatro veces ese valor y que debía reducirse al de otras profesiones.
Haldane dijo en un discurso el 4 de abril de 2014 con una audiencia que los riesgos del concepto «demasiado grandes para quebrar» que estaban siendo abordados por las reformas en los principales bancos eran aplicables a la industria de gestión de activos, llamándolo la «próxima frontera» de la política macroprudencial. Introdujo el concepto de «institución no bancaria, no aseguradora de importancia significativa a nivel mundial» (NBNI G-SIFIs) en el léxico, a raíz de este evento, y detalló la importancia de los reguladores ya que estos «modulan el precio del riesgo cuando este está mal valorado, siendo tan importante como controlar su cantidad».

## Personal
Haldane y Martin Brookes fundaron una organización benéfica «Pro Bono Economics», que tiene como objetivo persuadir a los economistas a donar su tiempo y experiencia para ayudar a organizaciones benéficas pro bono. Se ha asociado con organizaciones benéficas, tales como St Giles Trust y Barnardo. Se ayudaron de Gus O'Donnell para ayudar a promover la iniciativa. Fue también apoyada por Gavyn Davies, antiguo presidente de la BBC; Sir Howard Davies, director de la Escuela de Economía de Londres; Rachel Lomax, exdirector adjunto en el Comité de Política Monetaria del Banco de Inglaterra; Adair Turner, quien presidió la ahora extinta Autoridad de Servicios Financieros; y Jim O'Neill, de Goldman Sachs, el economista que acuñó el término «BRIC».

## Publicaciones
Haldane ha escrito más de 70 artículos y tres libros sobre inflación objetivo, la independencia del banco central, crisis financieras internacionales, el marco de estabilidad financiera y sobre sistemas de pago, junto con notables análisis críticos de los modelos de remuneración que propugnan la separación del control del capital de su propiedad en el sector de los servicios financieros, donde los empleados son recompensados con independencia de las pérdidas o ganancias causadas a los clientes, contrarios a las normas racionales de deber fiduciario.
Ha publicado los siguientes libros:
- The Future of Payment Systems: 43 (Routledge International Studies in Money and Banking) con Stephen Millard, y Victoria Saporta (2007)
- Fixing Financial Crises in the 21st Century (Routledge Studies in the Modern World Economy) (2004)